# Musée de l'Agora antique d'Athènes
Le musée de l'Agora antique d'Athènes (en grec moderne : Μουσείο της Αρχαίας Αγοράς) est abrité dans la stoa d'Attale, grand portique hellénistique reconstruit entre 1953 et 1956 sur le côté est de l'agora d'Athènes.
Il dépend du Premier Éphorat des Antiquités préhistoriques et classiques.

## Le bâtiment

### Portique d'Attale
La stoa, érigée par un architecte pergamien pour le roi Attale II au milieu du IIe siècle av. J.-C., est un bâtiment rectangulaire de 120 mètres de long sur 20 mètres de large, à un étage. Il a une colonnade dorique en façade et une ionique à l'intérieur au rez-de-chaussée ; une ionique en façade et une dite « pergamienne » à l'intérieur à l'étage. Les murs du portique antique était en calcaire du Pirée et les colonnes et la façade en marbre pentélique. Le mur du fond abritait à chaque niveau vingt et une boutiques. Le portique fut détruit par les Hérules en 267 puis incorporé dans les fortifications romaines de la cité à la fin du IIIe siècle.
Les fouilles de la stoa furent entreprises par la Société archéologique d'Athènes à la fin du XIXe siècle. Elles furent achevées par l'American School qui restaura le bâtiment entre 1953 et 1956, à partir des études de l'architecte Ioánnis Travlós (en), avec le soutien financier de la fondation Rockefeller.

### Reconversion en musée

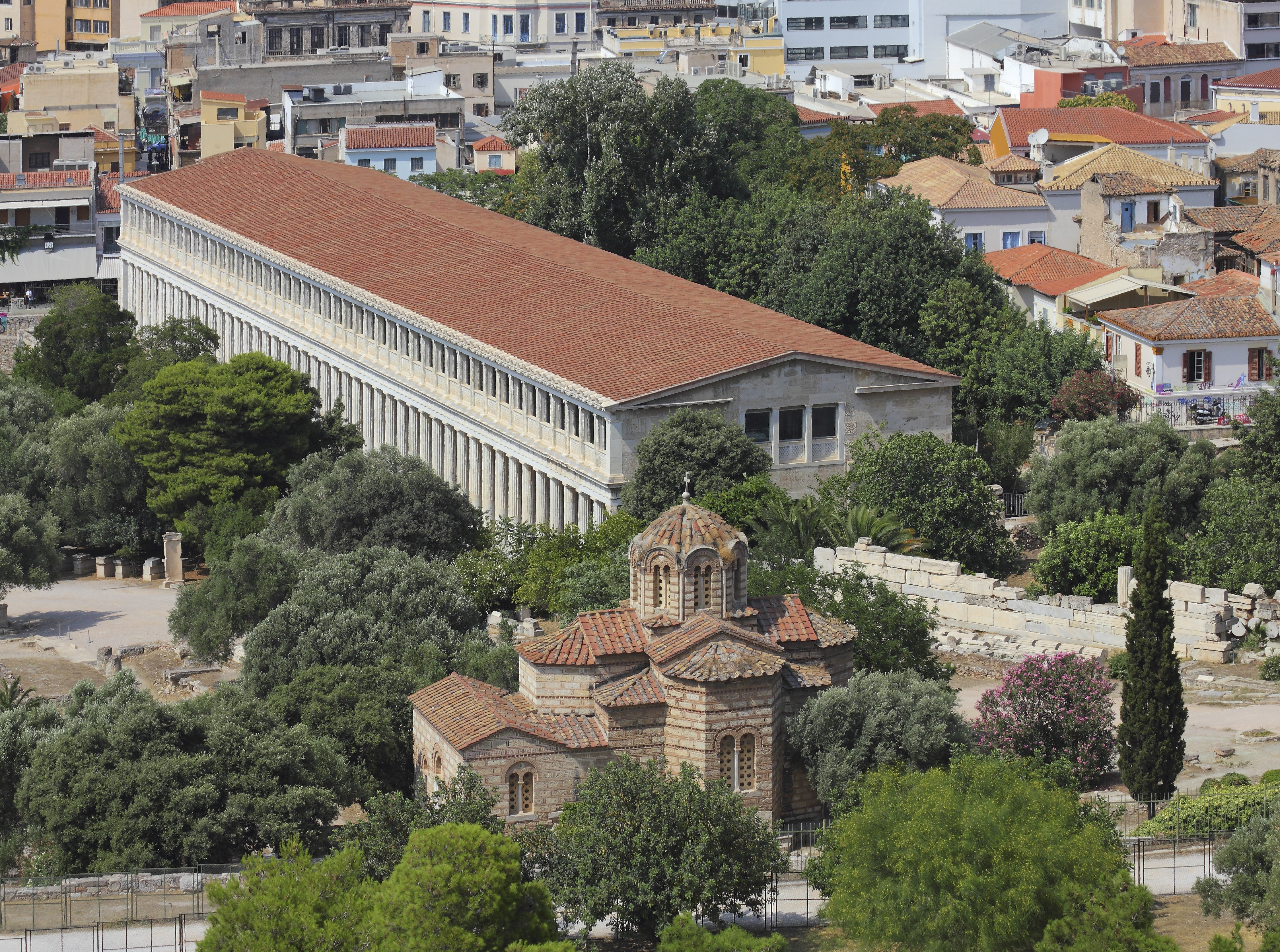
Le musée est installé dans la stoa d'Attale reconstituée.

Le musée a été fondé en 1957 lorsque le rez-de-chaussée du portique fut consacré à l'exposition des objets découverts sur l'agora par l'American School. En novembre 2003 ont été entrepris des travaux de modernisation et de réorganisation.

## Collections

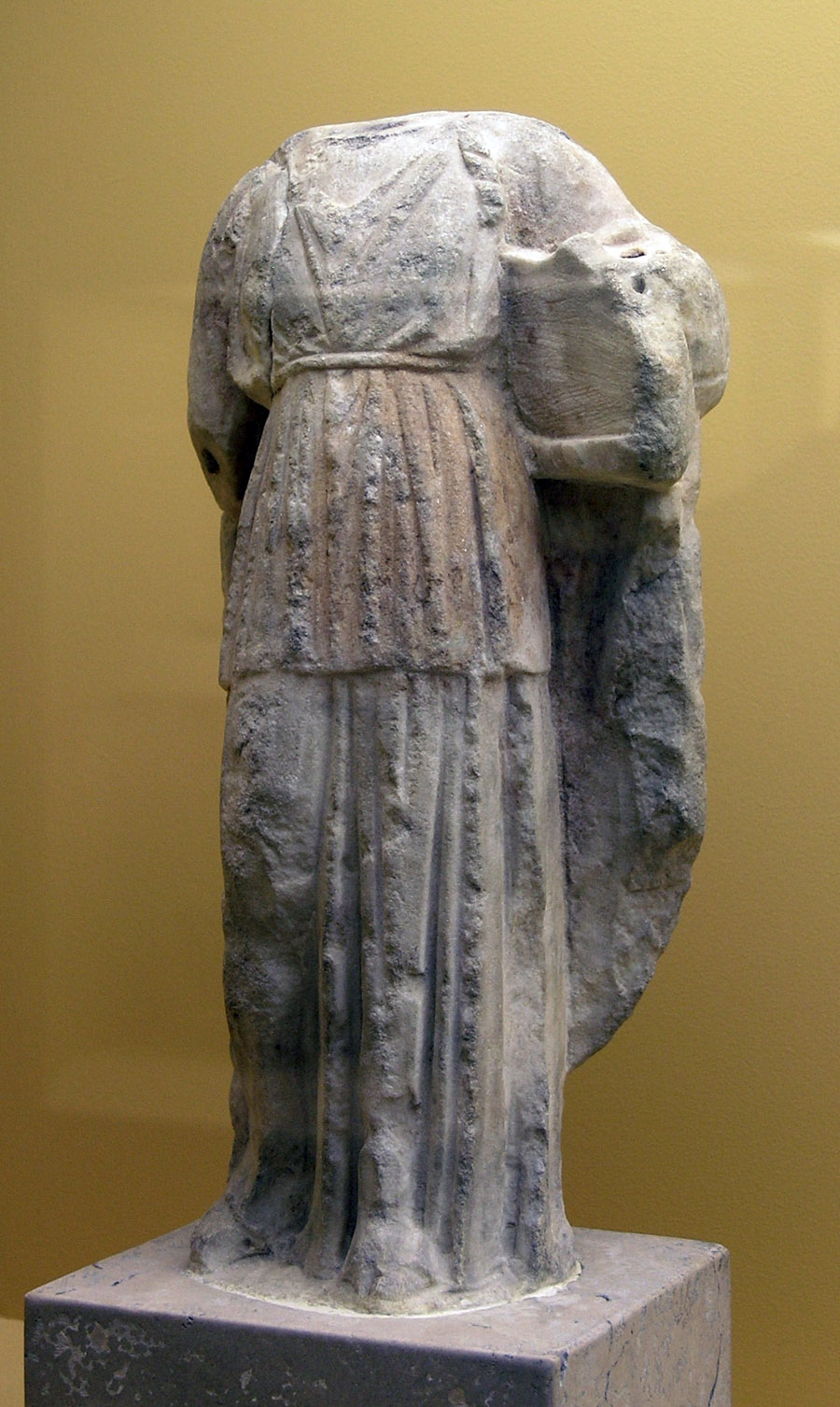
Statuette de marbre d’Apollon Patrôos (inv. 2154), copie miniature d'une statue d'Euphranor.

C'est un musée largement thématique, dont la collection exposée, de taille modeste, concerne surtout le fonctionnement de la démocratie athénienne, dont une grande partie des centres de pouvoir étaient effectivement localisés sur ou autour de l'agora. On y trouve ainsi des inscriptions relatives à l'administration et à la diplomatie de la cité antique, des accessoires attestant du fonctionnement des institutions démocratiques (clepsydre, klérotèrion, ostracon, jetons de vote), mais aussi des statues honorifiques ou votives.
L'autre partie des collections rend compte de l'occupation de cette zone de la ville depuis l'époque géométrique jusqu'à l'époque médiévale.

### Époque mycénienne

Époque mycénienne
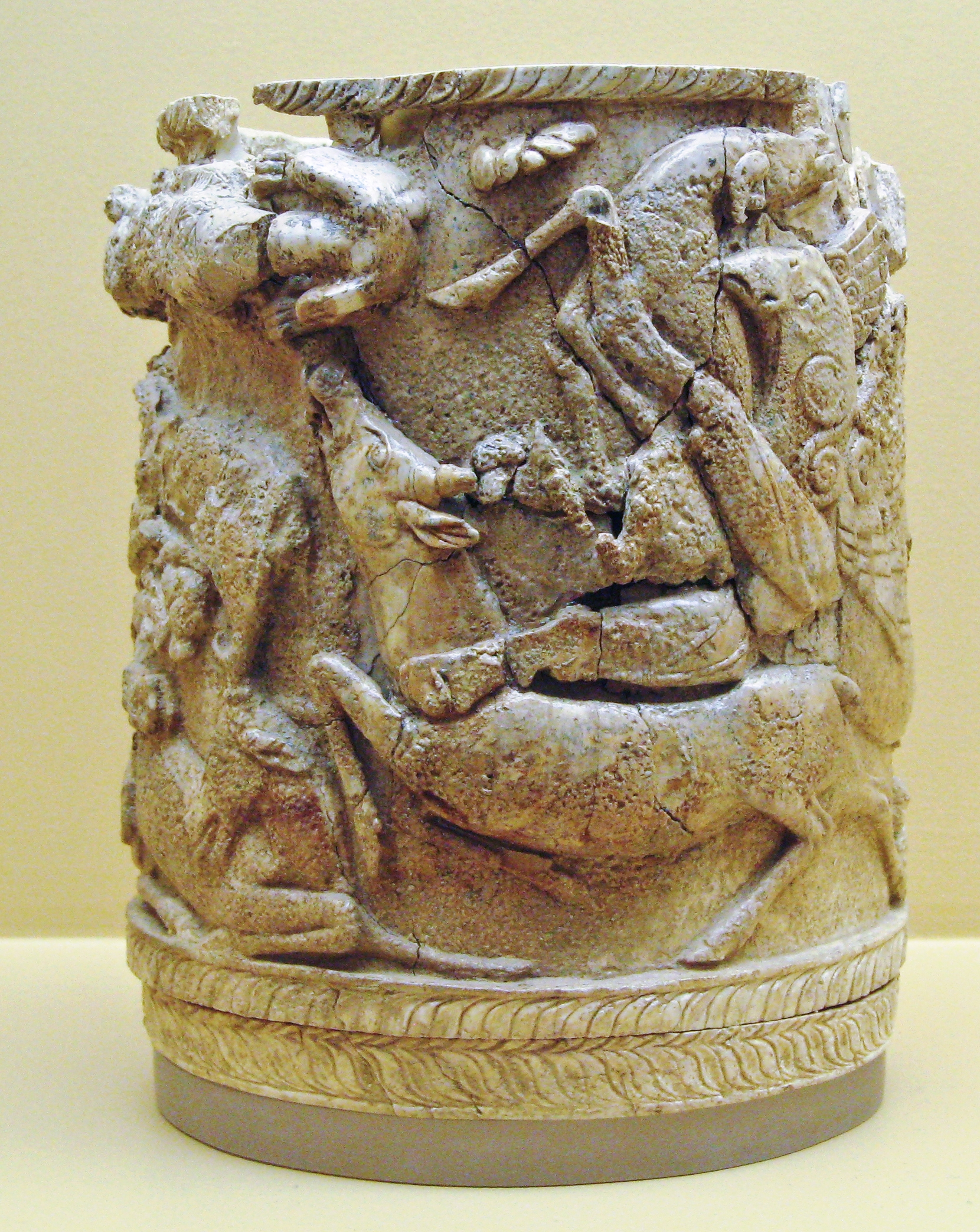
Pyxide d'ivoire, figurant des griffons attaquant un cerf, époque mycénienne, fin du XVe siècle av. J.-C.
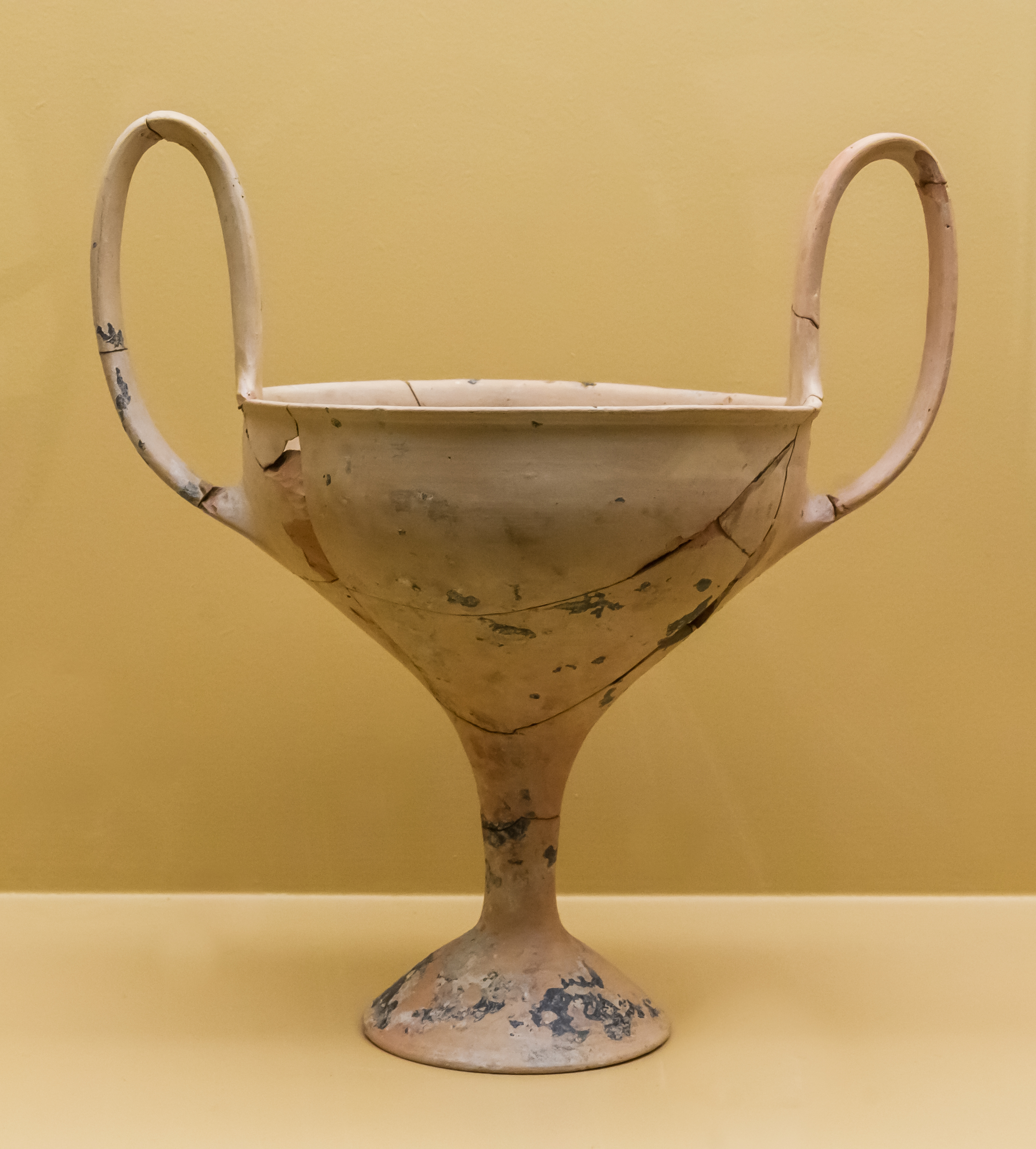
Une kylix (ou un canthare) avec des traces d'étamage, vers -1400, Athènes.
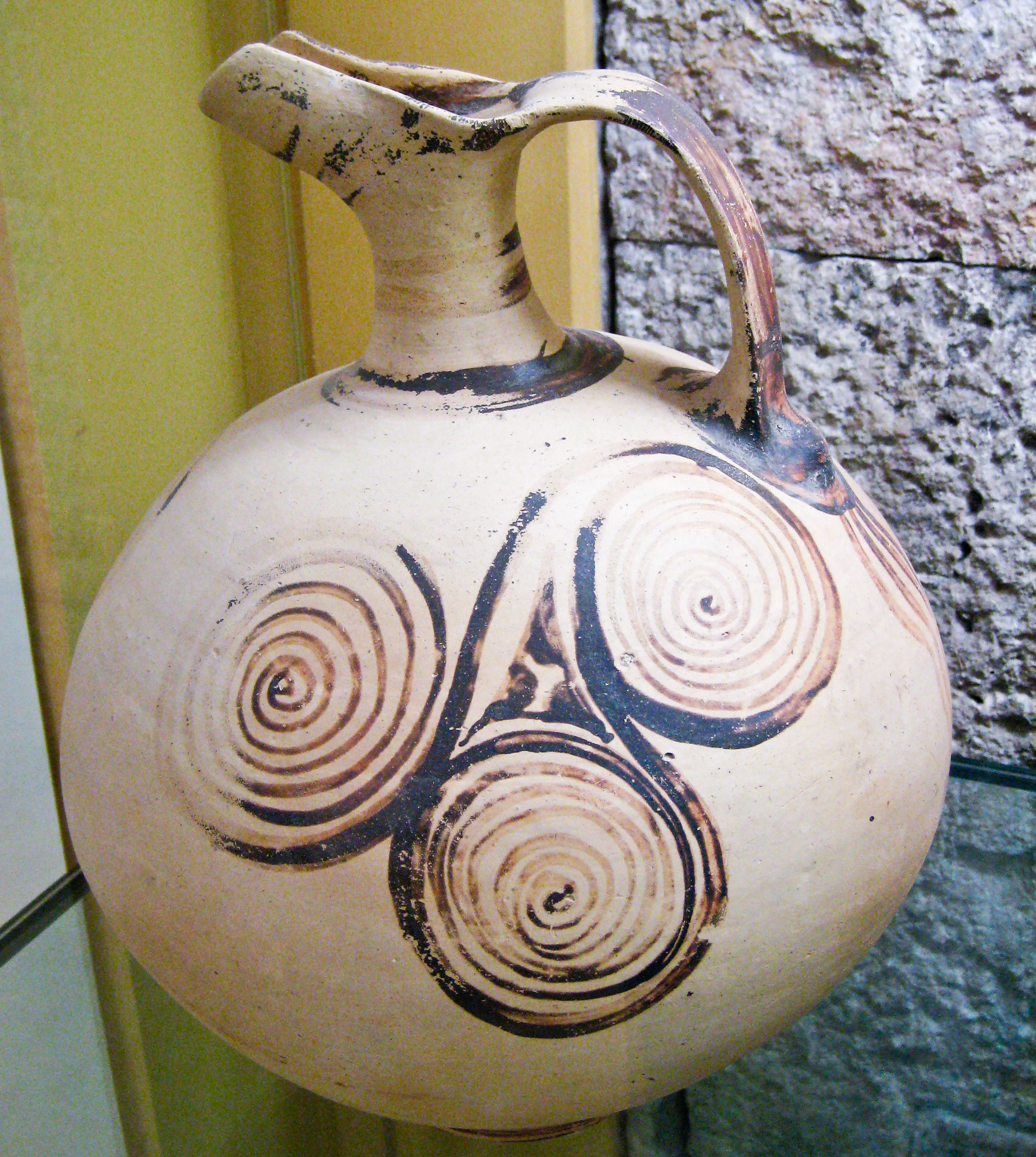
Aiguière mycénienne décorée de spirales. Helladique ancien III, -1400 / -1350.

### Époques géométrique et archaïque

Époque archaïque
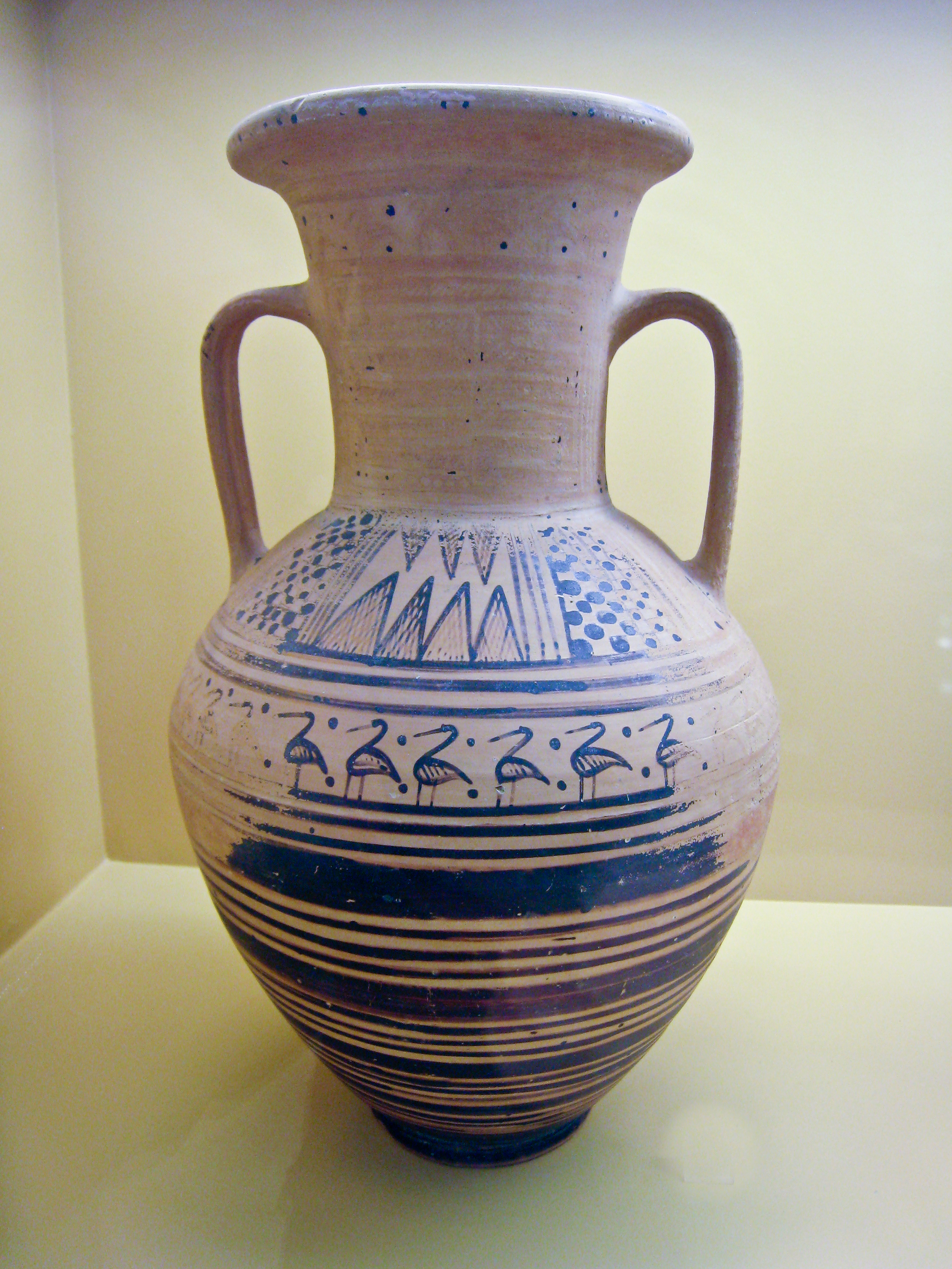
Amphore avec une procession d'oiseaux, époque géométrique, -750 / -725.
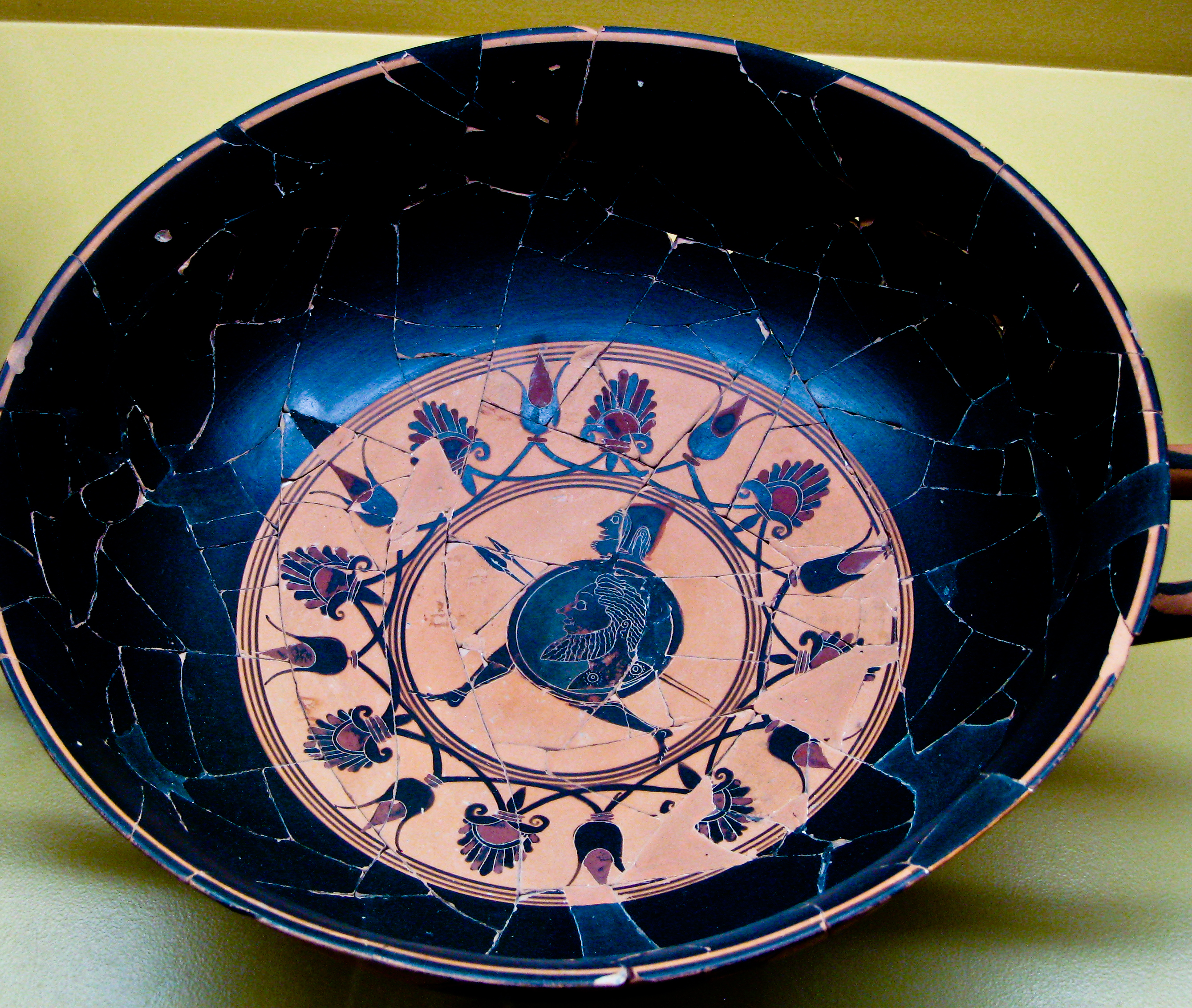
Kylix à figures noires avec guerrier courant, -560.
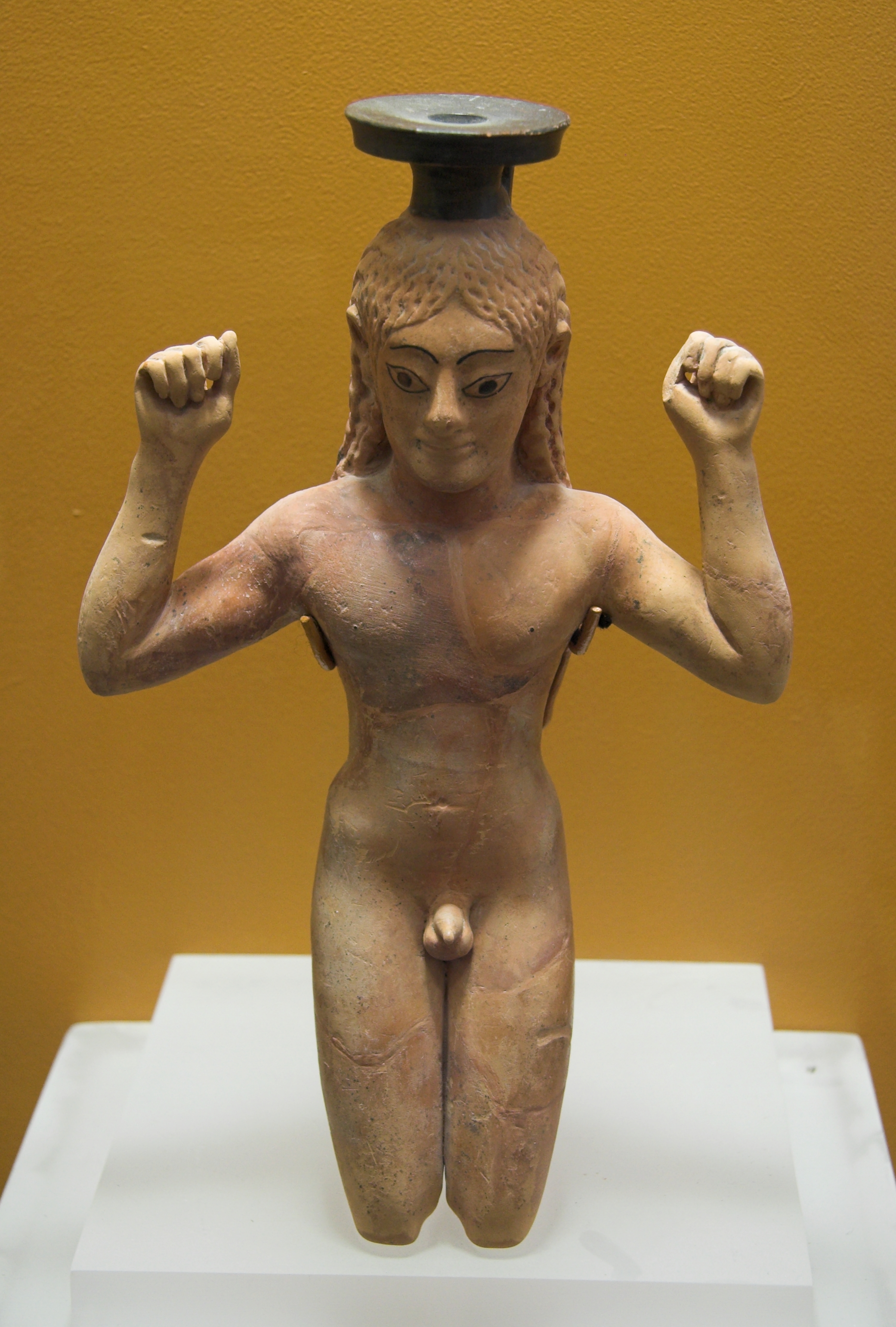
Flacon à parfum en forme d'athlète, -540.
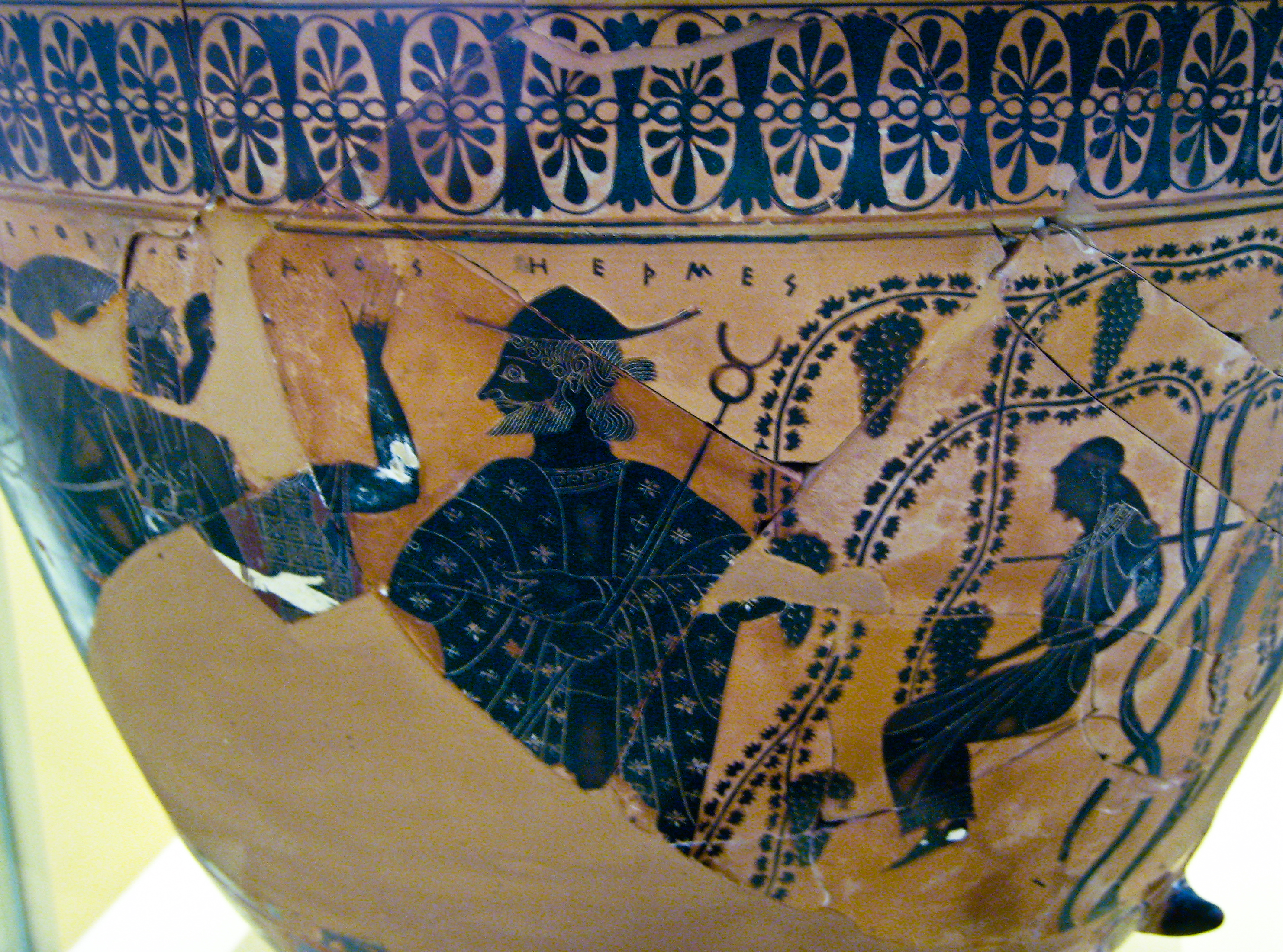
Kylix-cratère à figures noires, par Exékias, -530.

### Époque classique: démocratie et vie quotidienne

Époque classique
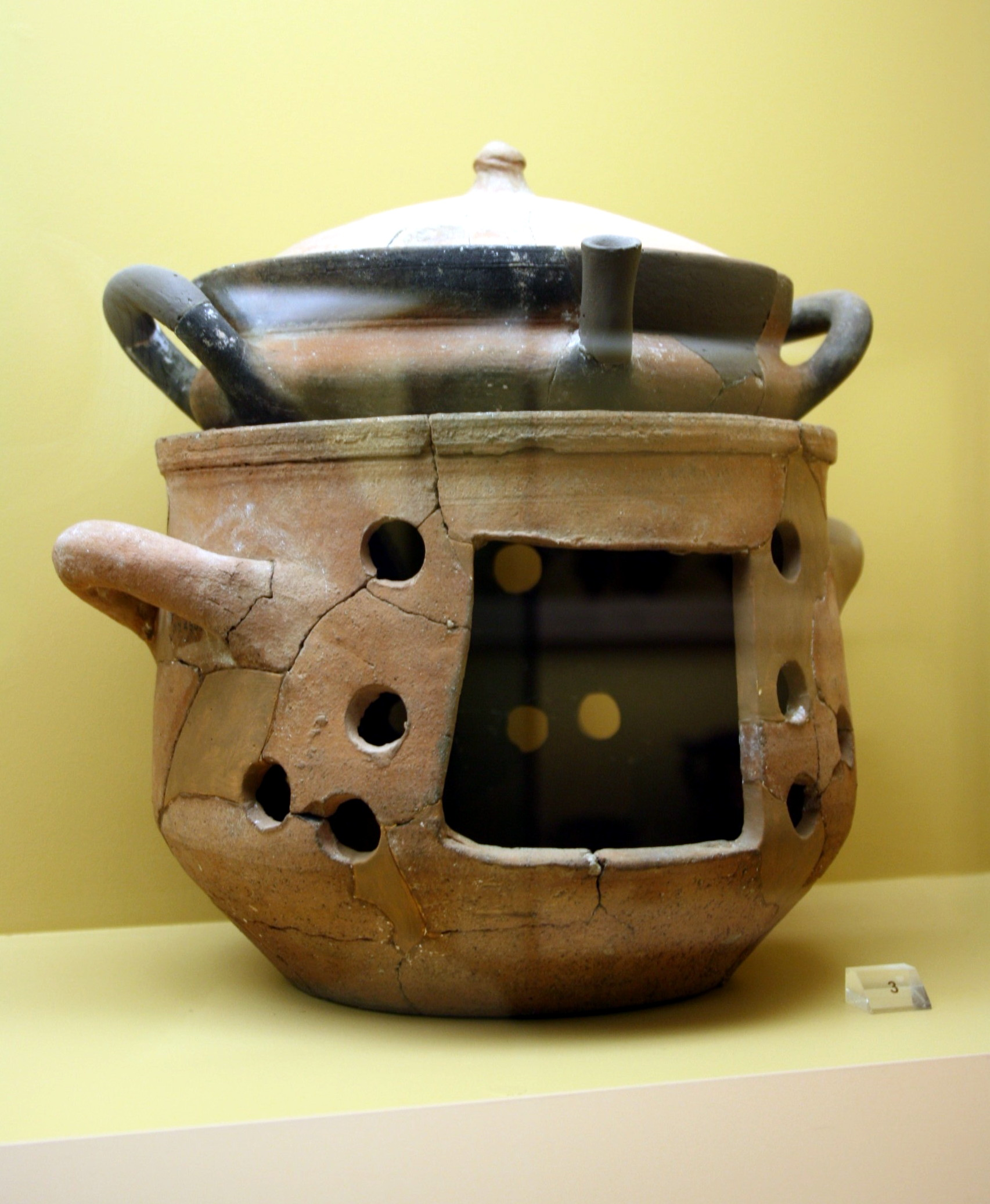
Marmite et brasero, -VIe / -IVe siècle.
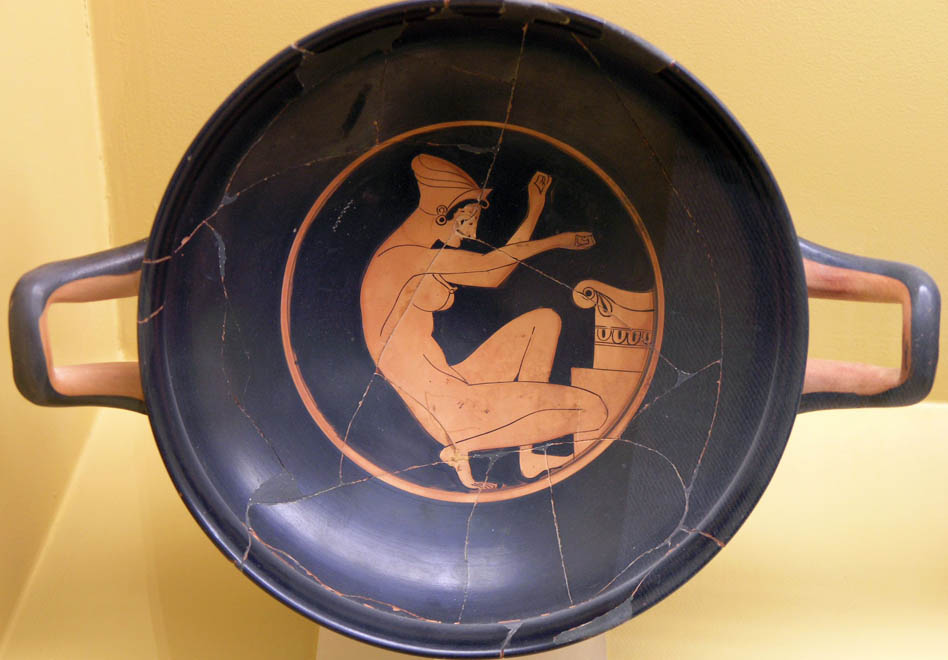
Kylix du peintre Chairias : femme s'agenouillant devant un autel. Athènes, vers -510 / -500.
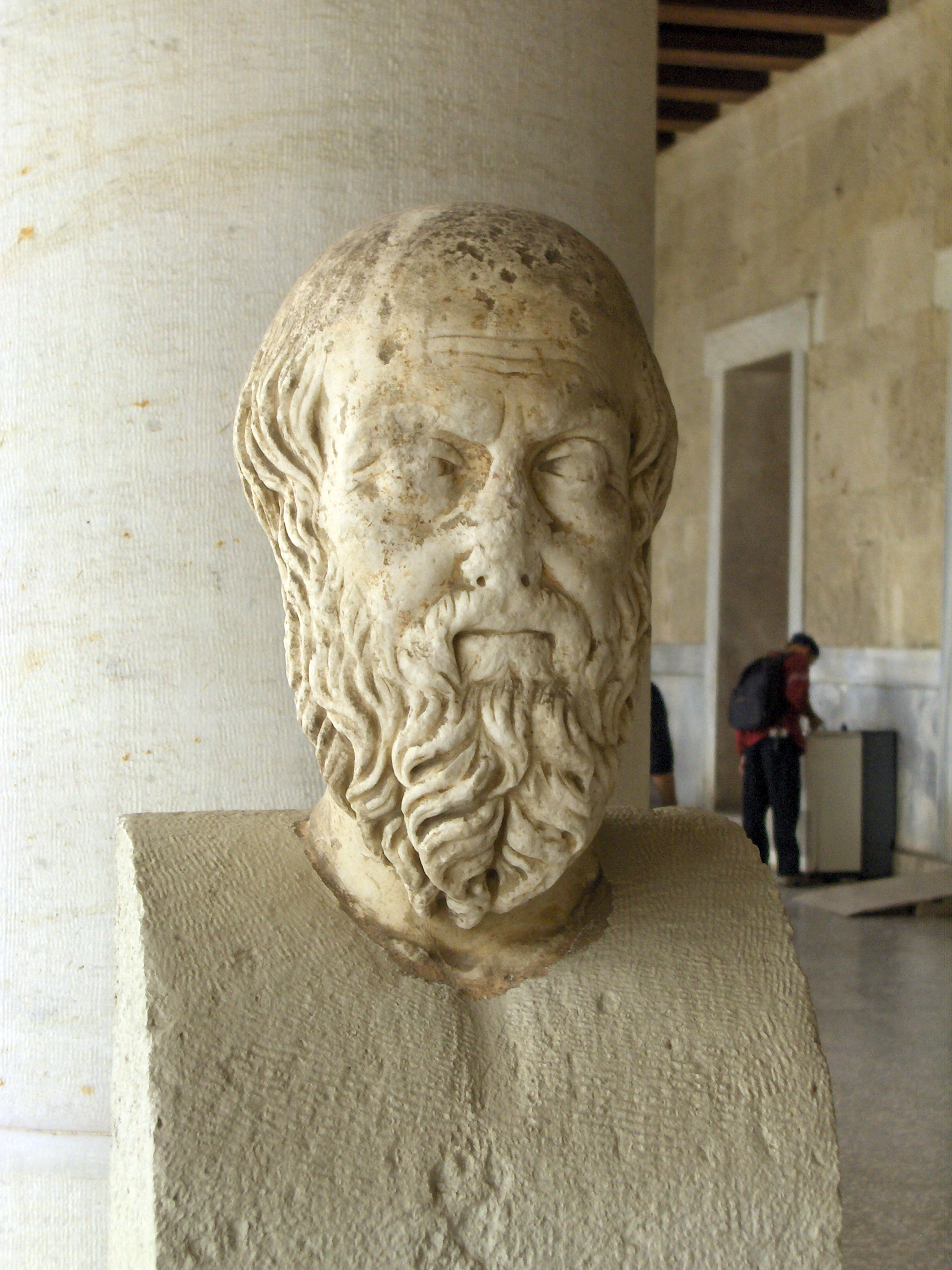
Tête d'Hérodote.

Matériel de vote
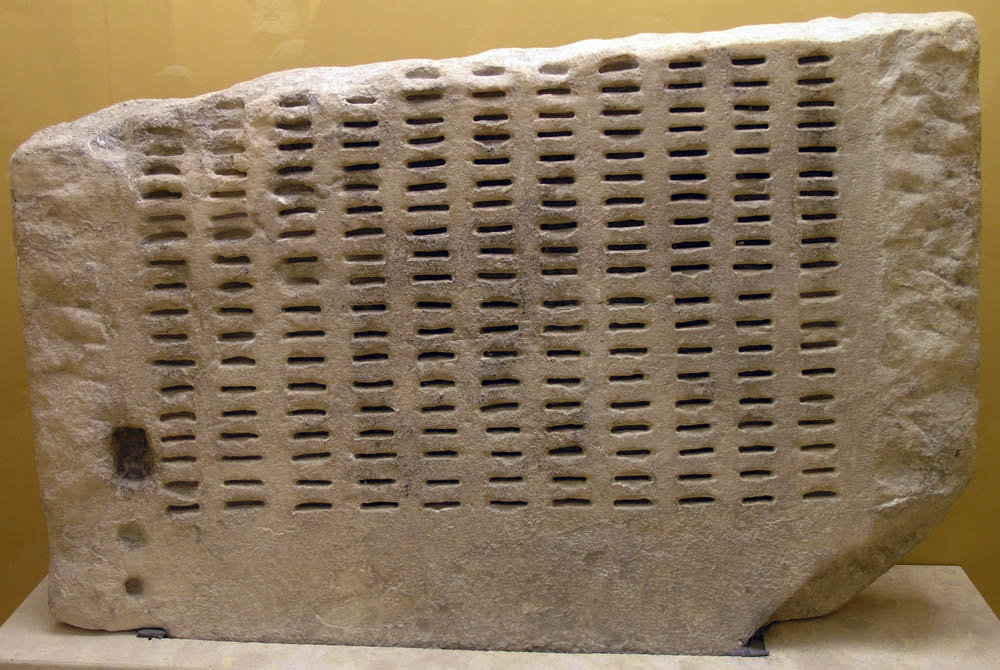
Klérotèrion : machine à tirer au sort les citoyens retenus pour participer aux jurys populaires à Athènes.
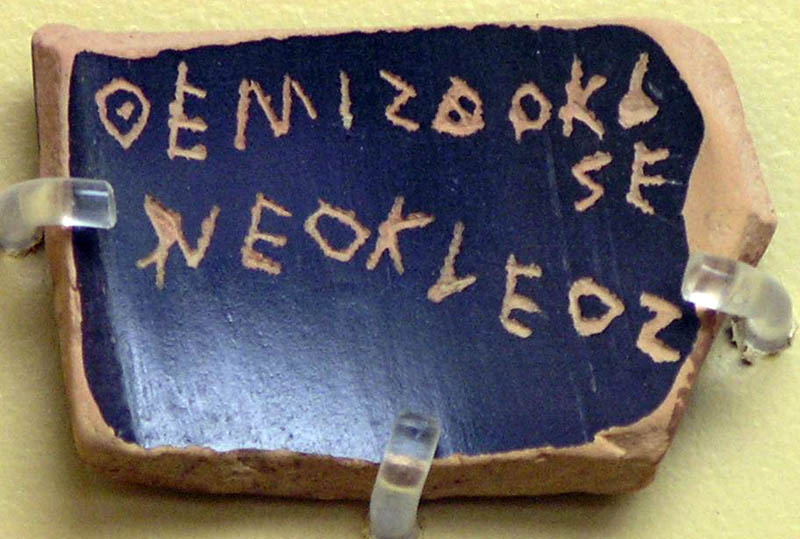
Ostrakon portant le nom de Thémistocle, fils de Néoclès (ΘΕΜΙΣΤΟΚΛΕΣ ΝΕΟΚΛΕΟΣ). Date : -490/-480, ou vers -460.
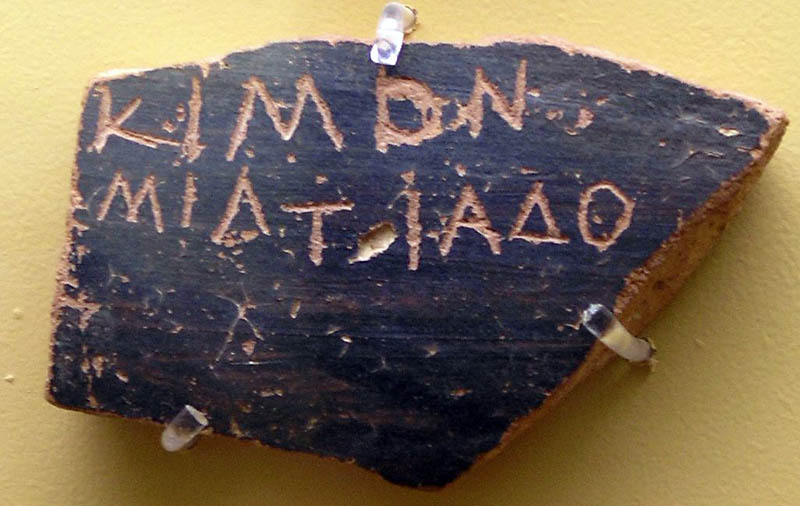
Ostracon au nom de Cimon, fils de Miltiade (ΚΙΜΟΝ ΜΙΛΤΙΑΔΟ).
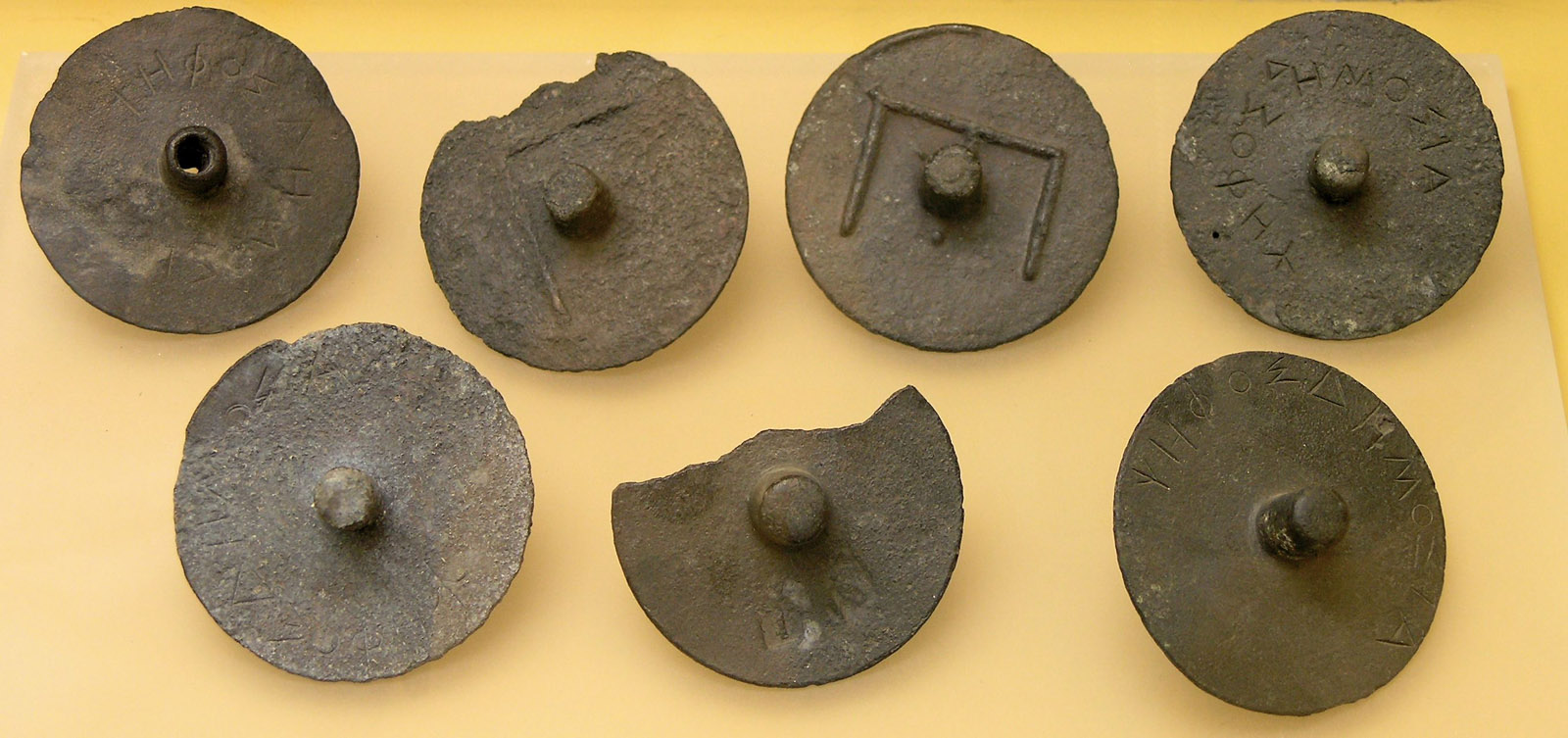
Jetons de vote en bronze utilisés par les jurés, de l'Héliée notamment. Inscription : ΨΗΦΟΣ ΔΗΜΟΣΙΑ, « vote public ».

### Époques hellénistique et romaine

Époques hellénistique et romaine
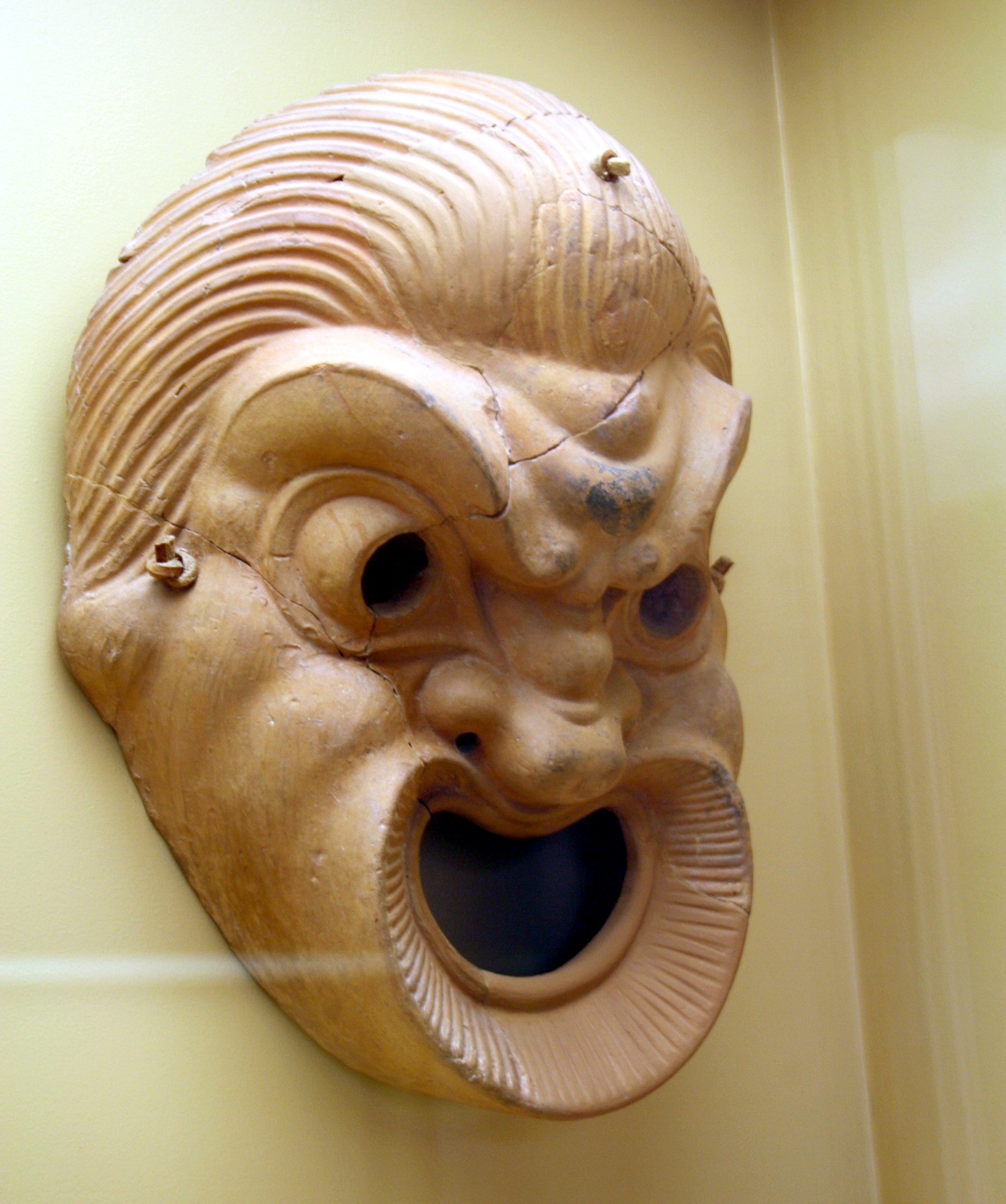
Masque de théâtre. -IVe ou -IIIe siècle.
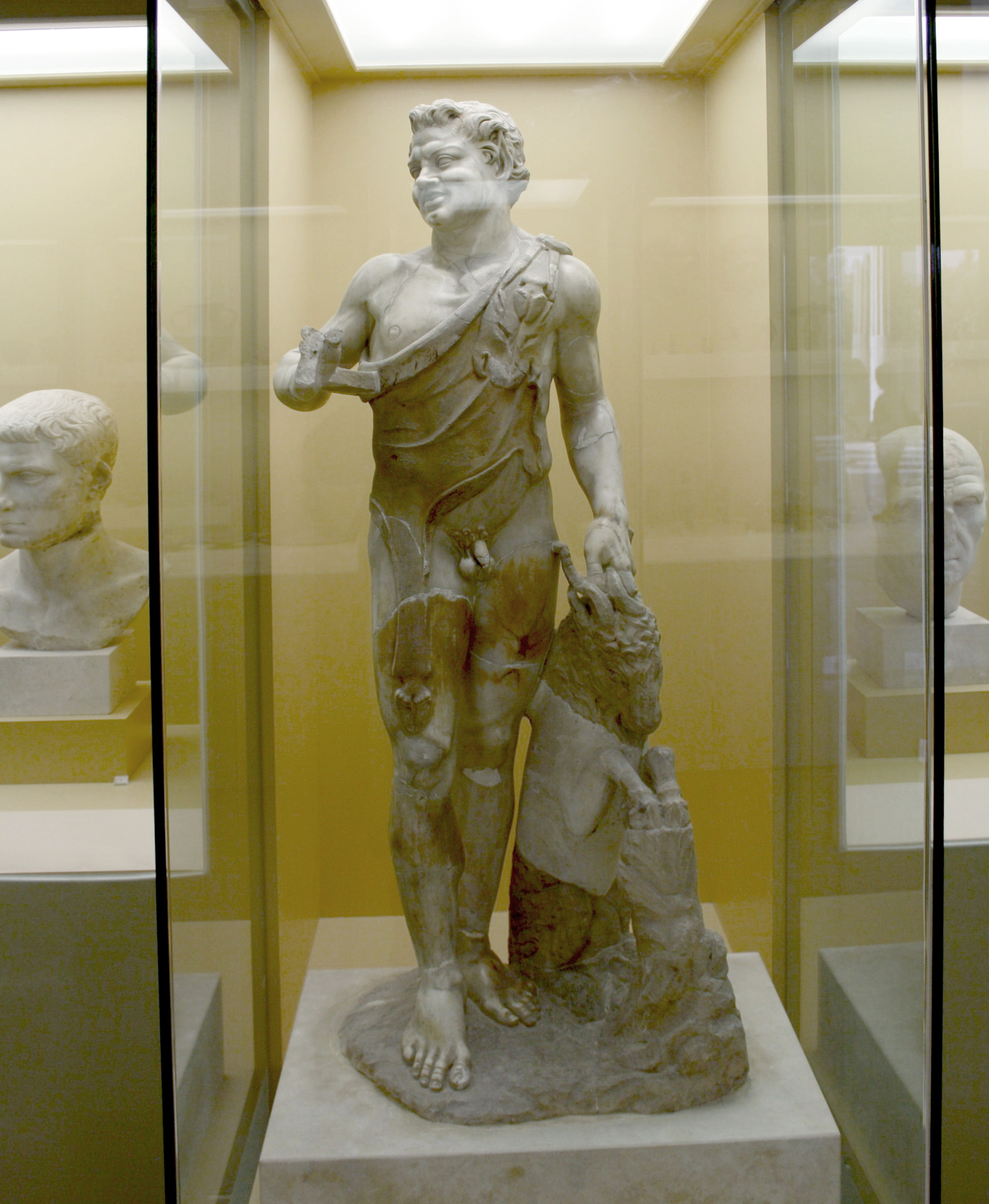
Statuette d'un satyre, époque romaine, vers 150.
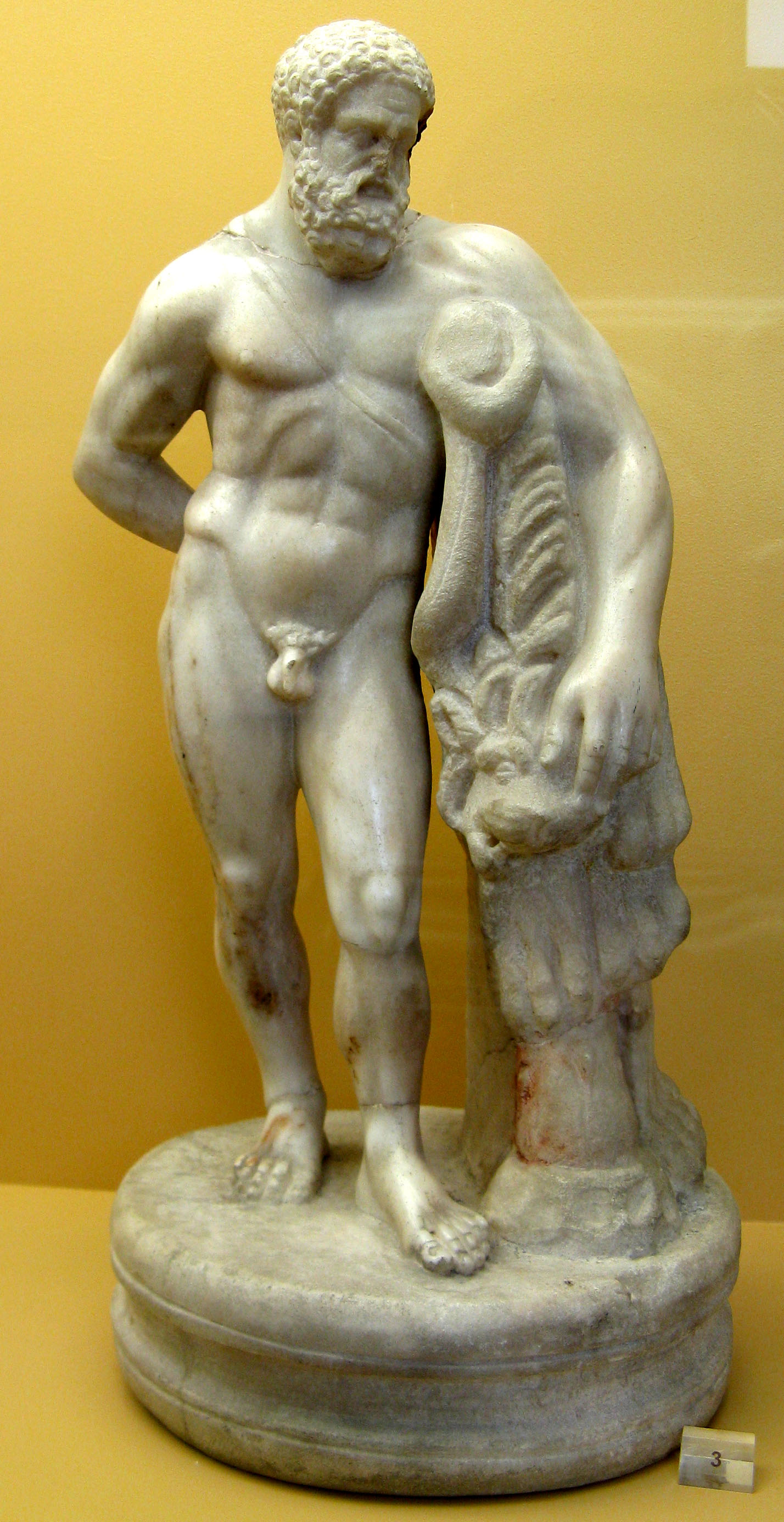
Statuette de l'Héraclès de Lysippe
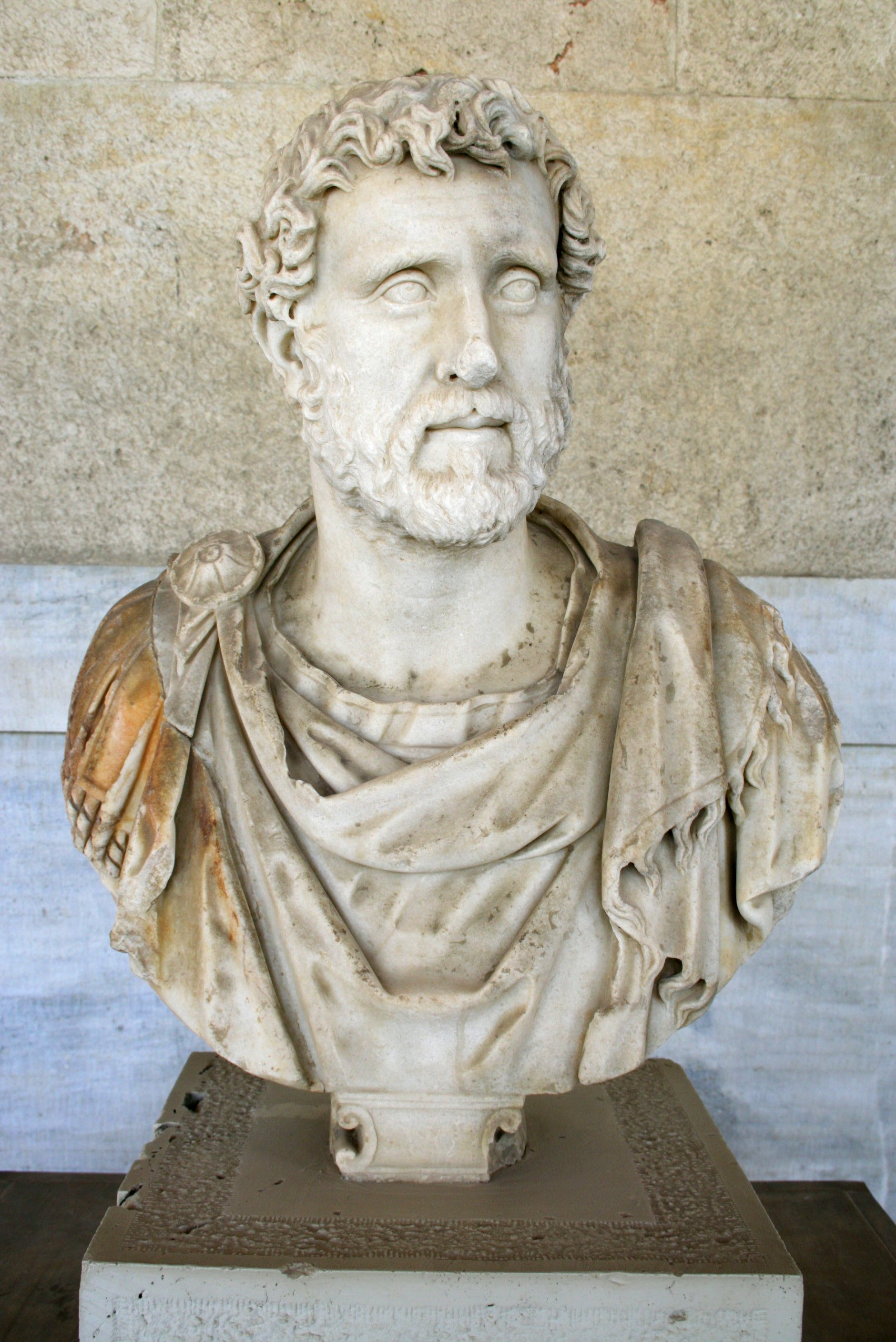
Buste de l'empereur Antonin le Pieux